# Teorema de Nachbin
Em matemática, na área de análise complexa, o teorema de Nachbin (referente a Leopoldo Nachbin) é usado para estabelecer um limite no crescimento de uma função analítica. Este artigo fornecerá uma breve revisão das taxas de crescimento, incluindo a ideia de uma função de tipo exponencial. A classificação das taxas de crescimento baseadas na ajuda do tipo fornece uma ferramenta mais fina do que a notação grande de O ou de Landau, desde que um número de teoremas sobre a estrutura analítica da função delimitada e suas transformações integrais pode ser indicada. Em particular, o teorema de Nachbin pode ser usado para dar o domínio da convergência da transformada Borel generalizada, dada abaixo